# Conrad Gex
Pour les articles homonymes, voir Gex (homonymie).
Conrad Gex (souvent italianisé en Corrado Gex, en raison du bilinguisme officiel en vigueur en Vallée d'Aoste) (né le 12 avril 1932 à Léverogne et mort le 25 avril 1966 à Castelnuovo di Ceva) est un homme politique et un aviateur italien originaire de la Vallée d'Aoste.

## Biographie

### Jeunesse et formation
Conrad Gex est né à Léverogne, hameau de la commune d'Arvier, fils de Lucien Gex et d'Anita Coccoz, originaire de La Salle. Sa famille déménage à Aoste en 1947. Il demeure cependant toujours attaché à son village natal, qui ne se trouve qu'à 15 km de la ville.
En 1957, il obtient un diplôme en droit avec mention à l'université de Turin, puis décide de se tourner vers la politique.

### Politique
En 1959, il est élu membre du Conseil de la Vallée d'Aoste, et est nommé peu après assesseur régional de l'instruction publique dans le gouvernement autonome dirigé par Oreste Marcoz. Il promeut la distribution gratuite des livres scolaires aux élèves des écoles élémentaires et la création de l'Institut professionnel des études régionales et fédéralistes.
En 1963, il quitte les instances régionales quand il est élu député à la Chambre comme candidat d'une coalition des forces de gauche et de l'Union valdôtaine. Il siège au cours de la IVe législature du Parlement.

### Littérature
Il est considéré parmi les principaux auteurs en patois francoprovençal valdôtain pour ses pièces de théâtre.

### Aviation
Passionné pour les sports, Conrad Gex pratique en particulier l'aviation. Il est l'un des premiers pilotes valdôtains à obtenir un brevet de pilote. Il est le premier pilote italien à avoir obtenu l'autorisation d'atterrissage sur un glacier en Italie. Il est consacré « pilote des glaciers » à Courchevel après avoir soutenu plusieurs cours et réussi des atterrissages sur des glaciers des Alpes : Rhemes, Goletta, Valgrisenche, Moncorvé, Veraz et l'Adamello.

#### Mort
Le 25 avril 1966, aux commandes d'un Pilatus PC-6/A-H2 (I-CONA) d'Aer Aosta, il décolle de l'aéroport du Castellet en France où une délégation valdòtaine avait participé à une cérémonie dans le cadre du jumelage de cet aérodrome avec celui d'Aoste. Après un arrêt à Albenga, il rencontre des conditions météorologiques détériorées avec des nuages bas et une visibilité fortement réduite à l'approche de Castelnuovo di Ceva. Volant à basse altitude sous la couverture nuageuse, l'avion heurta des arbres et s'écrasa sur le flanc d'une colline. Le pilote, Conrad Gex, et les sept passagers sont tués,. Les circonstances qui ont conduit à sa mort ont soulevé diverses questions qui n'ont jamais été résolues, à tel point qu'en 2019 le procureur de Coni ouvre une nouvelle enquête sur l'accident.

## Hommages
L'aéroport de la Vallée d'Aoste et l'Institut technique et professionnel de la rue de Chambéry à Aoste portent son nom.

## Film
- Joseph Péaquin, Corrado Gex. Il vit clair. Il vit loin, documentaire, 2007, 38 min, DVCAM